# TJ Sokol Mariánské Hory
TJ Sokol Mariánské Hory (celým názvem Tělocvičná jednota Sokol Mariánské Hory) je ragbyový sportovní oddíl, který působí v Mariánských Horách, části městského obvodu Mariánské Hory a Hulváky statutárního města Ostravy v Moravskoslezském kraji. Sportovní oddíl se cíleně zaměřuje na výchovu ragbistů ve všech věkových kategoriích dětí, mužů a žen. Oddíl má vlastní zatravněný stadion, malou tělocvičnu a budovu šatny se společenskou místností.

## Historie
Oddíl byl založen v roce 1947 pod názvem Sokol Vítkovické Železárny. V letech 1953-1956 se nazýval Baník VŽKG Ostrava, v letech 1956-1960 se nazýval VŽKG Ostrava, v letech 1960-1997 se nazýval Lokomotiva Ostrava a od roku 1998 nese název Tělocvičná jednota Sokol Mariánské Hory.

### Největší úspěchy
- Muži - Finalisté Československého poháru 1979, vítězové mezinárodního turnaje v Overtonu 2005
- Junioři - Mistři Československa 1959, 1964, 1966 a 1973
- Kadeti - Vícemistři Československa 1979, 1980 a 1983, Mistři České republiky 2006
- Žáci - Přeborníci České republiky 1994 a 2004

## Galerie

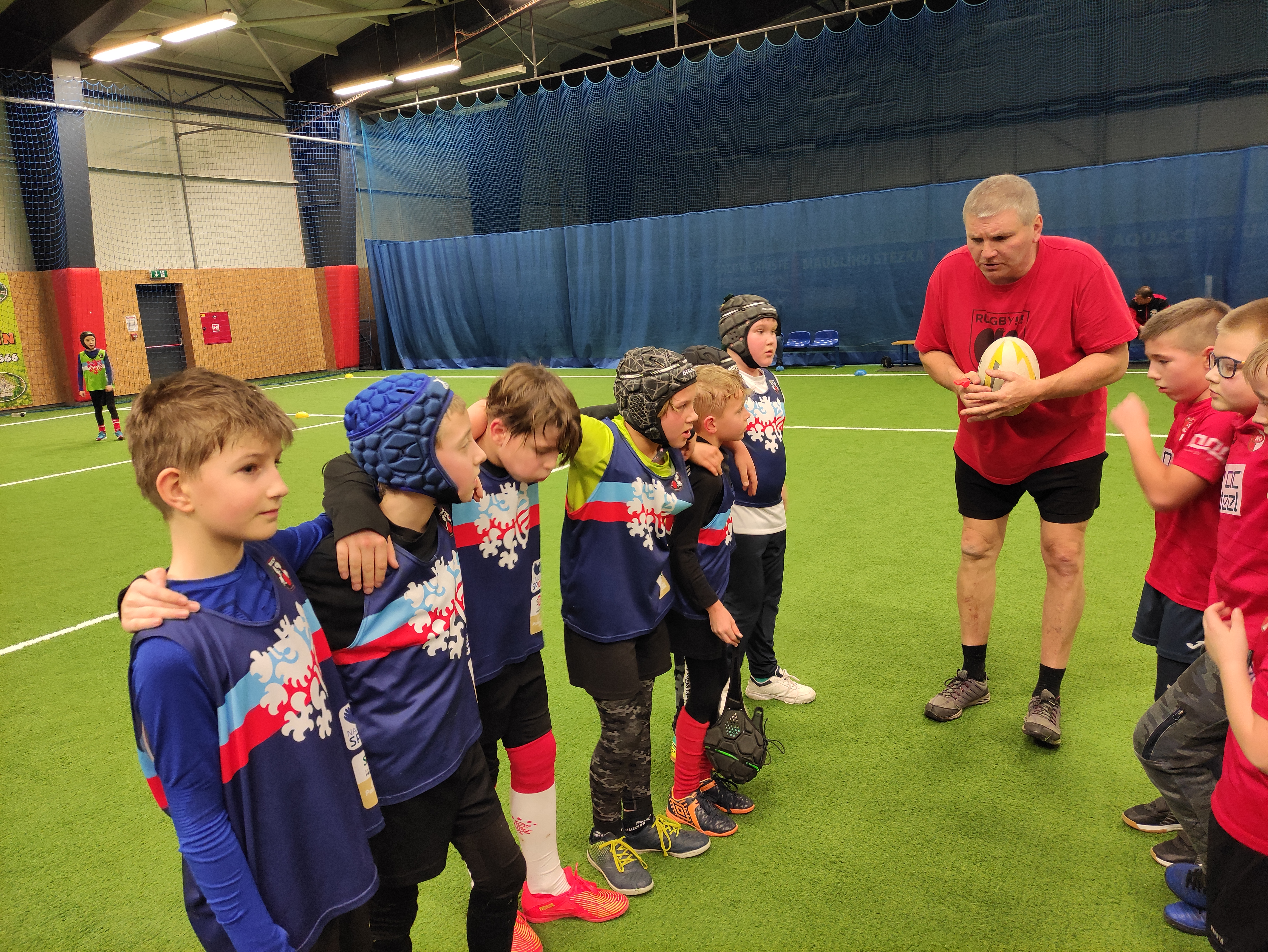
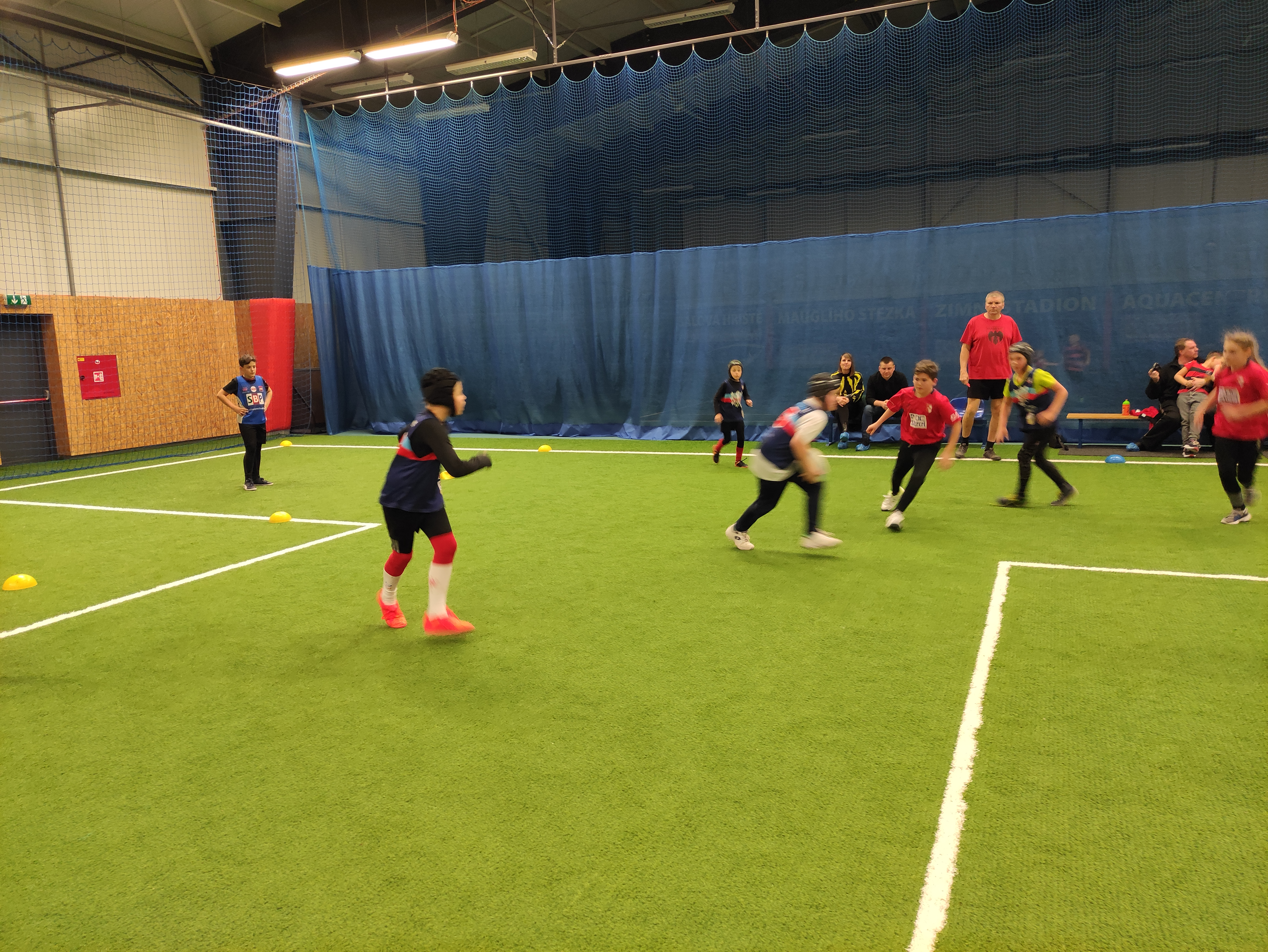
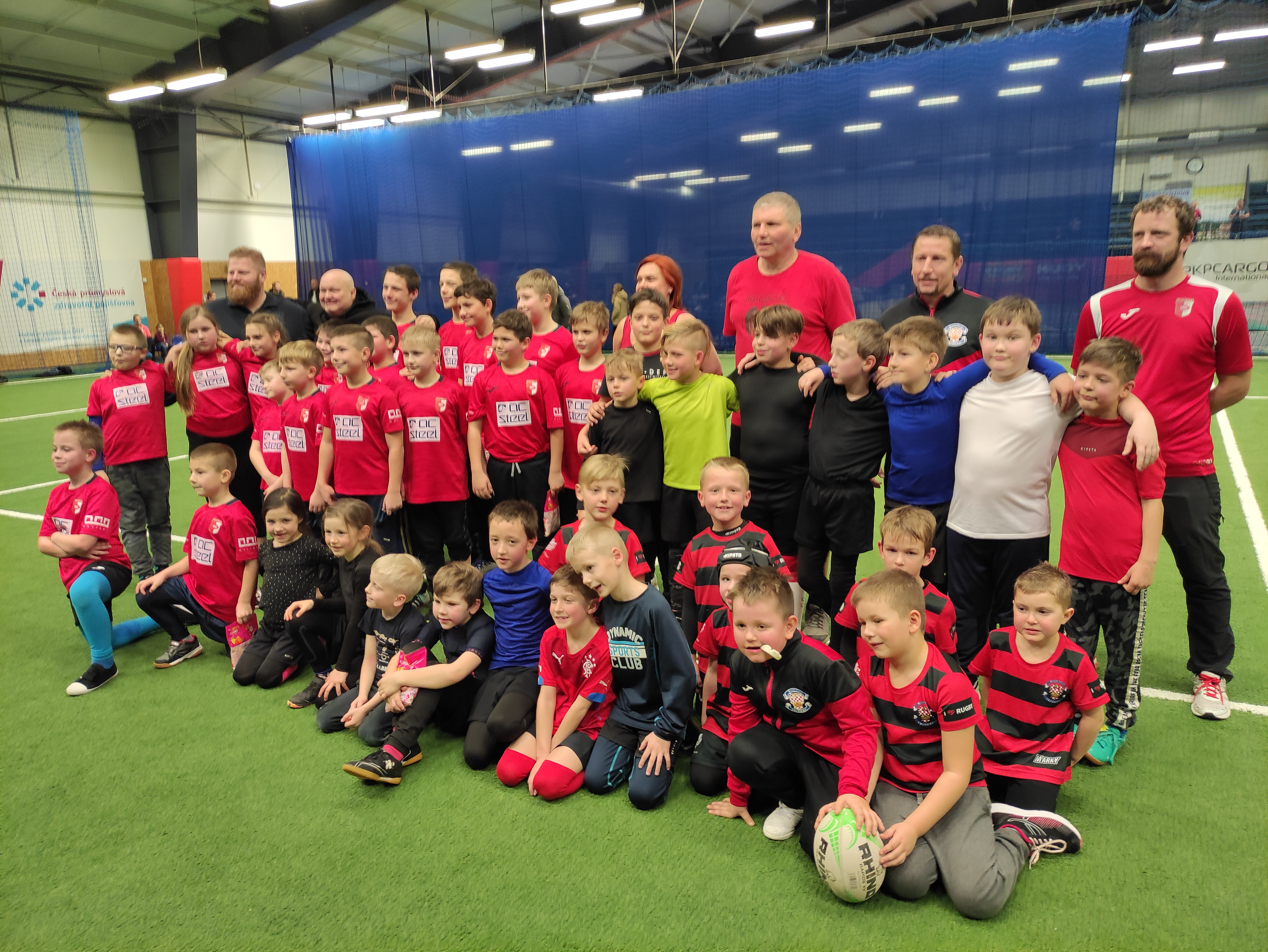
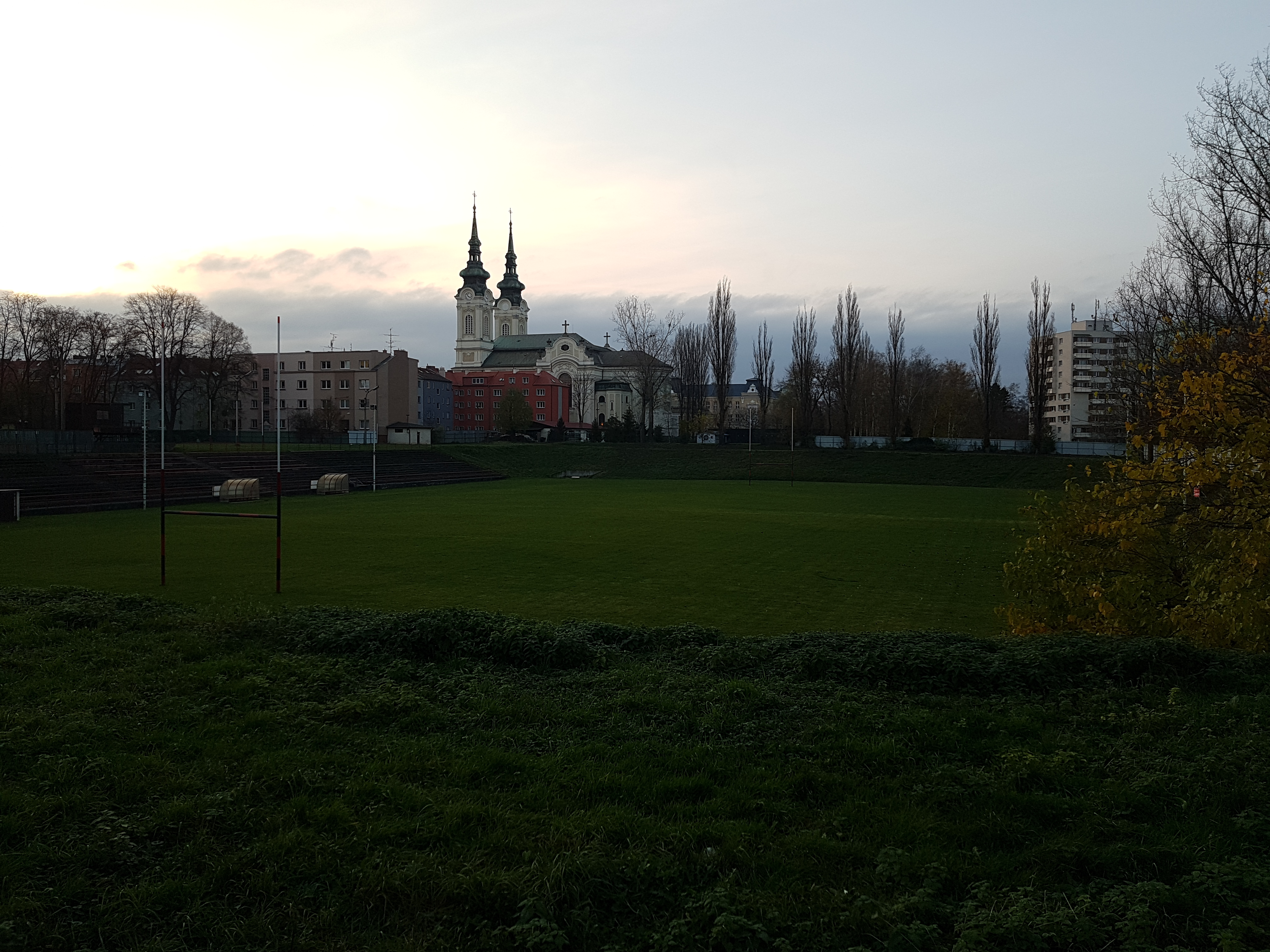
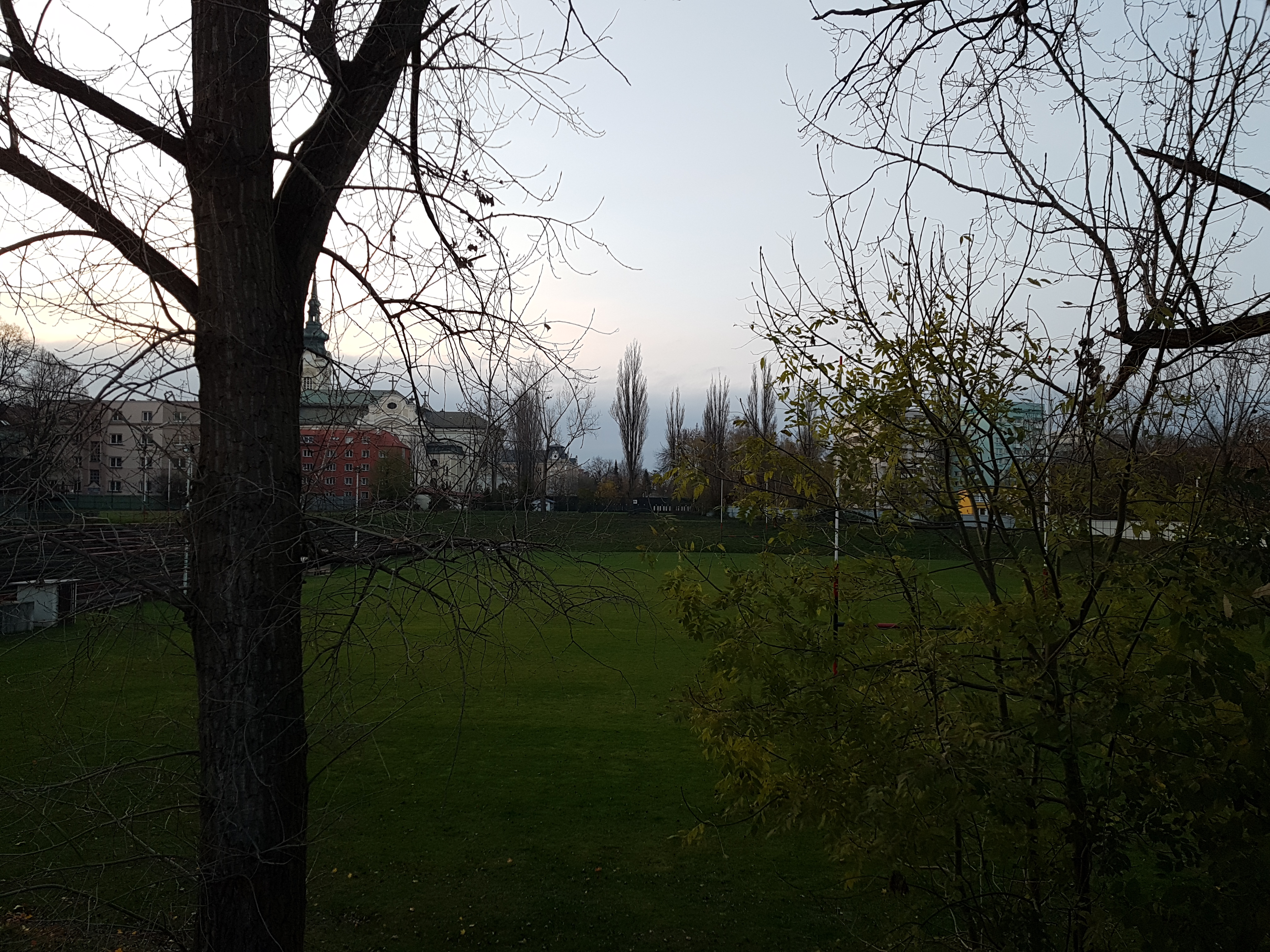